# ГЕС Тунґабгадра/Мунірабад
ГЕС Тунґабгадра/Мунірабад — гідроелектростанції на півдні Індії у штаті Карнатака, які використовують ресурс від греблі Тунґабгадра, що перекриває однойменну праву притоку Крішни (має східний напрямок течії та впадає у Бенгальську затоку на узбережжі штату Андхра-Прадеш).
У межах великого іригаційного проєкту у 1953 році річку перекрили комбінованою бетонною/земляною греблею висотою 49 метрів та довжиною 2443 метри, яка потребувала 1164 тис. м3 матеріалу та утримує водосховище з об'ємом 3763 млн м3 (корисний об'єм 3702 млн м3).
На виході зі сховища правобережного іригаційного каналу облаштували машинний зал ГЕС Тунґабгадра, яка належить штату Андхра-Прадеш. Тут встановлено чотири турбіни типу Каплан потужністю по 9 МВт, що при напорі від 29,7 до 49,4 метра (номінальний напір 41,9 метра) забезпечують виробництво 130 млн кВт·год електроенергії на рік.
На виході зі сховища лівобережного іригаційного каналу знаходиться машинний зал ГЕС Мунірабад, яка належить штату Карнатака. Тут встановлено три турбіни типу Каплан, дві потужністю по 9 МВт та одна з показником 10 МВт, що при напорі від 13,1 до 23,5 метра (номінальний напір 19,8 метра) забезпечують виробництво 96 млн кВт·год електроенергії на рік.
Відпрацьована вода надходить в іригаційні канали, на яких нижче розташовані інші гідроелектростанції комплексу — ГЕС Шівруп на лівобережному та ГЕС Хампі на правобережному (обидві мають потужність по 36 МВт).